# Marie-José Denys
Marie-José Denys, coniugata Gaillard (La Rochelle, 15 marzo 1950 – La Rochelle, 12 gennaio 2022), è stata una politica francese, membro del Partito Socialista ed europarlamentare dal 1989 al 1994 e nuovamente dal 1997 al 1999.

## Biografia

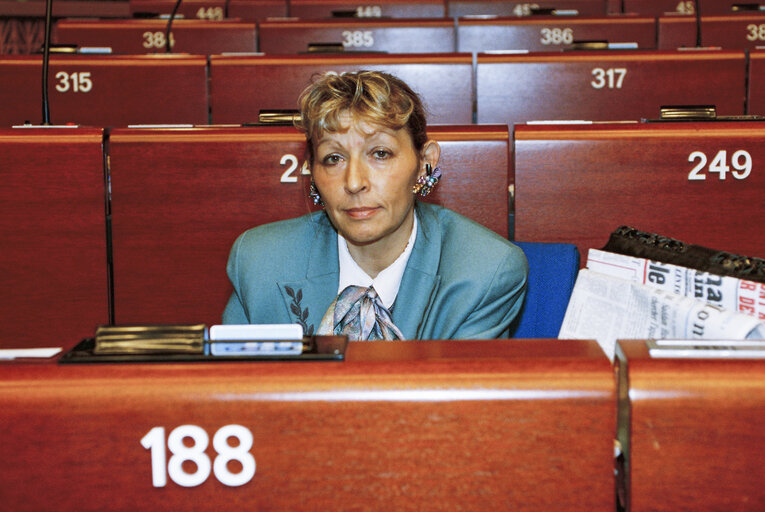
Marie-José Denys nel 1993

Nata a La Rochelle, Marie-José Denys studiò e lavorò nel campo artistico. Fu direttrice della Scuola Nazionale di Musica e Danza nella sua città natale.
Dal 1973 intraprese l'attività politica all'interno del Partito Socialista, divenendone la segretaria nel dipartimento della Charente Marittima dal 1980 al 1990. Nel 1986 fu eletta consigliera regionale per il Poitou-Charentes.
Per dieci anni, dal 1983 al 1993, fu membro del comitato direttivo del Partito Socialista.
Nella tornata del 1989 si candidò al Parlamento europeo e riuscì ad essere eletta. Fu membro della commissione per i trasporti e il turismo e della commissione per la cultura, la gioventù, l'istruzione e i mezzi di informazione. Ricandidatasi per le europee del 1994, non risultò inizialmente eletta per un secondo mandato. Nel luglio del 1997 tornò ad occupare un seggio da europarlamentare subentrando alla collega dimissionaria Nicole Péry, che nel frattempo era stata eletta all'Assemblea nazionale. Fu membro della commissione per la ricerca, lo sviluppo tecnologico e l'energia.
Nel 2000 fu insignita della Legion d'Onore.
Tra il 2000 e il 2007 fu membro del consiglio comunale di La Rochelle.
Marie-José Denys morì a gennaio del 2022, all'età di settantun anni.